# Thomas Sprengers
Thomas Sprengers (Westerlo, 5 februari 1990) was een Belgisch wielrenner.  Eind 2012 liep hij stage bij Lotto-Belisol, maar kreeg geen profcontract aangeboden.  Vervolgens reed hij gedurende negen jaar voor Sport Vlaanderen-Baloise tot eind 2021.  Hij kreeg geen nieuw contract aangeboden en kondigde vervolgens het einde van zijn carrière aan.

## Baanwielrennen

### Palmares
| Jaar     | BK                               | EK       | WK       | Overig   |
| Junioren | Junioren                         | Junioren | Junioren | Junioren |
| -------- | -------------------------------- | -------- | -------- | -------- |
| 2008     | Ploegenachtervolging, Ploegkoers |          |          |          |

## Wegwielrennen

### Overwinningen
2011
Bergklassement Ronde van Luik
2012
Eindklassement Ronde van Luik
1e etappe Triptique Ardennais
4e etappe Tour de l'Eure et Loire, Beloften
3e etappe Ronde van Moselle
2014
Bergklassement Ronde van de Sarthe
2018
Strijdlustklassement Baloise Belgium Tour
2019
Strijdlustklassement Super 8 Baloise Belgium Tour
2021
Winnaar Metas Volantes in de Ruta del Sol

## Resultaten in voornaamste wedstrijden
|      | \| Jaar \| Gent-Wevelgem \| Ronde van Vlaanderen \| Amstel Gold Race \| Luik-Bast.‑Luik \| Waalse Pijl \| Brabantse Pijl \| Eschborn-Frankfurt \| \| ---- \| ------------- \| -------------------- \| ---------------- \| --------------- \| ----------- \| -------------- \| ------------------ \| \| 2014 \| \| \| 81e \| 73e \| 28e \| 28e \| 5e \| \| 2015 \| \| \| 82e \| opgave \| 73e \| 71e \| \| \| 2017 \| \| 46e \| 58e \| 84e \| 41e \| 37e \| 61e \| \| 2018 \| \| \| 51e \| 118e \| 58e \| 9e \| opgave \| \| 2019 \| \| 67e \| 56e \| 62e \| 32e \| 17e \| 23e \| \| 2020 \| 76e \| 85e \| \| 111e \| 54e \| 96e \| \| \| 2021 \| \| \| 96e \| 103e \| 95e \| 57e \| opgave \| |                      |                  |                 |             |                |                    |
| Jaar | Gent-Wevelgem | Ronde van Vlaanderen | Amstel Gold Race | Luik-Bast.‑Luik | Waalse Pijl | Brabantse Pijl | Eschborn-Frankfurt |
| 2014 | |                      | 81e              | 73e             | 28e         | 28e            | 5e                 |
| 2015 | |                      | 82e              | opgave          | 73e         | 71e            |                    |
| 2017 | | 46e                  | 58e              | 84e             | 41e         | 37e            | 61e                |
| 2018 | |                      | 51e              | 118e            | 58e         | 9e             | opgave             |
| 2019 | | 67e                  | 56e              | 62e             | 32e         | 17e            | 23e                |
| 2020 | 76e | 85e                  |                  | 111e            | 54e         | 96e            |                    |
| 2021 | |                      | 96e              | 103e            | 95e         | 57e            | opgave             |

## Ploegen
- 2012 –  Lotto-Belisol (stagiair vanaf 1-8)
- 2013 –  Topsport Vlaanderen-Baloise
- 2014 –  Topsport Vlaanderen-Baloise
- 2015 –  Topsport Vlaanderen-Baloise
- 2016 –  Topsport Vlaanderen-Baloise
- 2017 –  Sport Vlaanderen-Baloise
- 2018 –  Sport Vlaanderen-Baloise
- 2019 –  Sport Vlaanderen-Baloise
- 2020 –  Sport Vlaanderen-Baloise
- 2021 –  Sport Vlaanderen-Baloise

Bak · Bille · Bulgaç · Cordeel · De Clercq · De Greef · Debusschere · Dehaes · Dockx · Greipel · Hansen · Henderson · Kaisen · Meersman · Neyens · Reynés · Robert · Roelandts · Sieberg · Sohrabi · Van der Sande · Van De Walle · D. Vanendert · J. Vanendert · van Leijen · Vangenechten · Wellens · Van den Broeck · Willems · Sprengers (stagiair) · Wippert (stagiair) 
Armée · Cornu · De Buyst · De Jonghe · De Ketele · De Vreese · Declercq · Helven · Jacobs · Lampaert · Lietaer · Mertens · Neirynck · Salomein · Sprengers · Van Asbroeck · Van Hecke · Van Hoecke · Van Staeyen · Vanbilsen · Vandousselaere · Vanoverberghe · Vanspeybrouck · Waeytens · Wallays
Campenaerts · De Pauw · De Buyst · De Jonghe · De Ketele · Declercq · Helven · Jacobs · Lampaert · Lietaer · Rickaert · Salomein · Sprengers · Steels · Theuns · Van Asbroeck · Van Hecke · Van Hoecke · Vanoverberghe · Van Staeyen · Vanbilsen · Vanspeybrouck · Vergaerde · Waeytens ·  Wallays
Campenaerts · Capiot · De Ketele · De Pauw · De Tier · Declercq · Helven · Jacobs · Lietaer · Naesen · Rickaert · Salomein · Sprengers · Steels · Theuns · Van Hecke · Van Hoecke · Van Lerberghe · Van Meirhaeghe · Vanoverberghe · Vanspeybrouck · Vergaerde · Jel.Wallays · Jen.Wallays
Allegaert · Capiot · De Gendt · De Ketele · De Pauw · De Vylder · Declercq · Deltombe · Farazijn · Lietaer · Noppe · Planckaert · Pols · Rickaert · Salomein · Sprengers · Steels · Van Gestel · Van Hecke · Van Lerberghe · Van Rooy · Wallays
Allegaert · Capiot · De Gendt · De Ketele · De Pauw · De Vylder · Declercq · Deltombe · Farazijn · Ghys · Menten · Noppe · Ed. Planckaert · Em. Planckaert · Rickaert · Sprengers · Van Gestel · Van Gompel · Van Hecke · Van Rooy · Verwilst · Warlop